# IPad 2
Das iPad 2 ist ein Tabletcomputer der iPad-Reihe von Apple. Es wurde am 2. März 2011 vom mittlerweile verstorbenen Apple-CEO Steve Jobs auf seiner letzten Keynote der Öffentlichkeit vorgestellt und war ab dem 11. März 2011 erhältlich. Der Verkauf wurde bis zum 18. März 2014 fortgeführt. Das iPad 2 ist das am meisten verbreitete iPad-Modell, bis zur Vorstellung des iPad Air im September 2013 betrug der Gesamtanteil an allen iPad-Modellen annähernd 40 %. Auf dem iPad 2 läuft das mobile Betriebssystem iOS bis zur Version 9.3.6. Es ist das letzte iPad ohne Retina-Display.

## Beschreibung
Das iPad 2 hat eine Rückseite aus Aluminium und wahlweise einen weißen oder schwarzen Rand der vorderen Glasscheibe um den zentralen Bildschirm herum. Am mittigen unteren Rand ist eine Home-Taste angebracht, an der rechten Gehäuseseite befindet sich neben den Lautstärkewippen auch ein Orientierungssperrschalter. Unterhalb des An-Ausschalters auf der Gehäuseoberseite verfügt das iPad 2 über eine Kamera, auf der Frontseite ist mittig am oberen Bildschirmrand eine weitere Kamera verbaut. Die Auflösung der Kameras beträgt 0,7 und 0,3 Megapixel. Weiters gibt es auf der Oberseite ein Monomikrofon und einen 3,5 mm-Klinkenanschluss. Auf der Unterseite ist ein Monolautsprecher neben dem klassischen 30-Pin-Dockanschluss verbaut. Bedient wird das iPad 2 primär über Berührungen des Touchbildschirms.
Apple bot das iPad 2 als 16-, 32- oder 64-GB-Variante ohne Modem an. Zusätzlich gibt es für den nordamerikanischen Markt ein iPad 2 mit CDMA-Modem sowie für den europäischen Markt eines mit UMTS-Modem. Die europäischen Geräte verwenden SIM-Karten des Formats micro-SIM oder Karten mit dem Formfaktor 3FF (12 mm × 15 mm). Apple gibt bis zu 10 Stunden Akkulaufzeit beim Surfen im Internet über WLAN und bis zu 9 Stunden bei der Nutzung eines 3G-Datennetzes an. Der Akku des iPad 2 ist ein 25-Wh-Lithiumpolymerakkumulator. Zusätzlich zum Mobilfunkmodem verbaute Apple ein A-GPS-Modul. Den digitalen Kompass besitzen auch die Geräte ohne Modem.
Als System-on-a-Chip dient dem iPad 2 der Apple A5, der einen Dualcoreprozessor des Typs ARM Cortex A9 mit 1 GHz Taktfrequenz verwendet. Das iPad 2 verfügt in jeder Ausführung über einen SGX-543-Grafikprozessor mit zwei Kernen. Gegen Ende März 2012 kam eine überarbeitete Variante des iPad 2 auf den Markt, welches intern iPad 2,4 heißt. Das iPad 2,4 hat im Vergleich zum „Ur-iPad 2“ ein überarbeitetes Apple-A5-SoC und dadurch eine verbesserte Akkulaufzeit. Äußerlich unterscheidet sich das iPad 2,4 nicht vom normalen iPad 2. Das iPad 2,4 ist nur als WiFi-Variante mit 16 GB produziert worden. Das iPad mini teilt sich mit dem iPad 2 die Versionsnummern.